# Анисівський заказник
Ани́сівський заказник — гідрологічний заказник місцевого значення в Україні. Розташований у межах Чернігівського району Чернігівської області, на захід від села Анисів. 
Площа 132 га. Статус присвоєно згідно з рішенням Чернігівського облвиконкому від 24.12.1979 року № 561; рішення від 27.12.1984 року № 454; рішення від 28.08.1989 року № 164. Перебуває у віданні: Анисівська сільська рада. 
Статус присвоєно для збереження евтрофного болотного масиву, розташованого на лівобережній заплаві річки Десна . У трав'яному покриві: лепешняк великий, рогіз широколистий, лепеха звичайна, осока гостра, осока омська та інші види болотного різнотрав'я.